# L'Incroyable Légèreté d'être un bébé
L'Incroyable Légèreté d'être un bébé (France) ou L'insoutenable légèreté de la suce (Québec) (The Incredible Lightness of Being a Baby) est un épisode de la série télévisée d'animation Les Simpson. Il s'agit du dix-huitième épisode de la trente-et-unième saison et du 680e de la série.

## Synopsis
Marge décide d'emmener Maggie dans un nouveau parc, dans lequel elle retrouve Hudson, un bébé pour lequel elle éprouve des sentiments. Alors qu'ils jouent ensemble, Marge décide de mettre un terme à cette relation à cause de sa mère. Cependant, la déprime de sa fille va la faire changer d'avis. Pendant ce temps, Homer se lie d'amitié avec Cletus à la suite d'un accident et découvre alors qu'il a la mainmise sur un gisement d'hélium. M. Burns l'apprenant, il charge Homer de lui faire signer un contrat pour lui voler son hélium mais, son amitié pour Cletus va lui faire changer d'avis, malgré les menaces de son patron...

## Réception
Lors de sa première diffusion, l'épisode a attiré 1,58 million de téléspectateurs.